# Cessole
Cessole là một đô thị ở tỉnh Asti vùng Piedmont thuộc Ý, nằm ở vị trí cách khoảng 60 km về phía đông nam của Torino và khoảng 30 km về phía nam của Asti. Tại thời điểm ngày 31 tháng 12 năm 2004, đô thị này có dân số 429 người và diện tích là 11,1 km².
Cessole giáp các đô thị: Bubbio, Cossano Belbo, Loazzolo, Roccaverano và Vesime.